# Nieuport 11
Nieuport 11 – francuski dwupłatowy samolot myśliwski okresu I wojny światowej zbudowany w 1915 przez wytwórnię Societe Anonyme des Establissements Nieuport pod kierownictwem Gustave'a Delage jako następca Nieuporta 10. Celem budowy Nieuporta 11 było odzyskanie przewagi powietrznej, oraz skutecznej walki przeciwko nowym myśliwcom niemieckim konstrukcji Antona Fokkera.

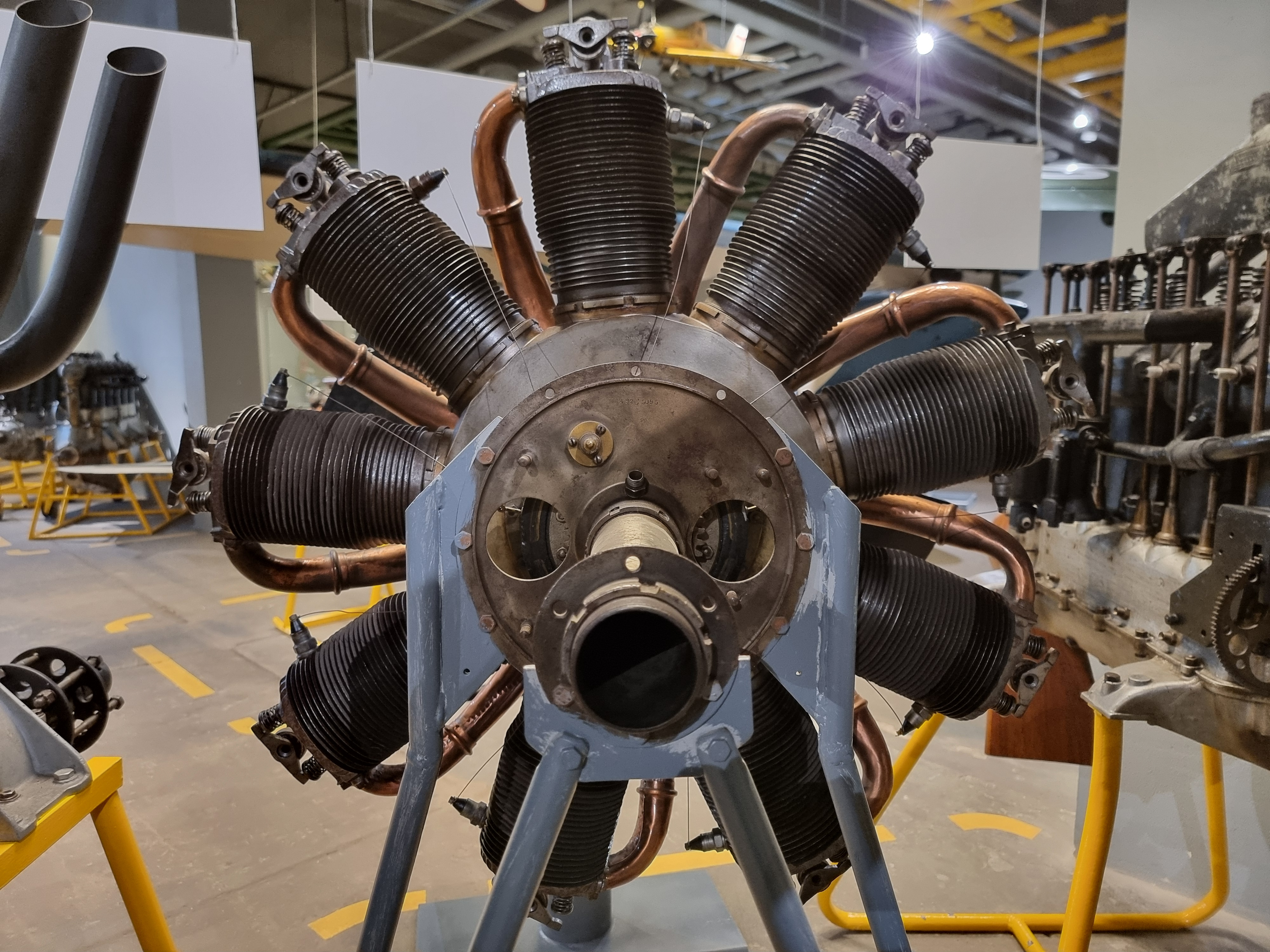
Silnik Le Rhône 9C eksponowany w MLP w Krakowie

W odpowiedzi na pojawienie się znacznie lepszych od maszyn aliantów myśliwców Fokkera, które niepodzielnie panowały w powietrzu (stąd pojęcie zmory Fokkerów), Gustave Delage, główny konstruktor wytwórni Nieuport postanowił zbudować pomniejszoną wersję samolotu Nieuport 10 przystosowaną wyłącznie do celów myśliwskich. Maszyna oznaczona jako Nieuport 11 została zbudowana na bazie samolotu sportowego Nieuport BB zaprojektowanego do wyścigu o puchar Gordona Bennetta. Litery symbolu BB (oznaczenie fabryczne modelu B i dwupłatowca - biplane) przyczyniły się do nadania mu nazwy Bébé od fr. dzieciak. Nowa maszyna została zbudowana w konfiguracji półtorapłata (dwupłatowiec z dolnym skrzydłem o znacznie mniejszej powierzchni) co dało bardzo sztywną konstrukcję komory płatów. Ta cecha, przy dużej lekkości konstrukcji (niskie obciążenie powierzchni) zapewniła bardzo dużą zwrotność myśliwca. Napęd stanowił ten sam silnik rotacyjny, który napędzał Nieuporta 10, Le Rhône 9C o mocy 80 KM co przy znacznie mniejszej masie nowej maszyny pozwalało zapewnić znacznie większą prędkość 167 km/h i dużo większą prędkość wznoszenia. Sterowanie maszyny odbywało się przez zastosowanie ruchomych lotek, co w porównaniu z ówcześnie stosowaną w samolotach Fokkera metodą wychylania elastycznych końcówek płata pozwalało na znacznie lżejsze i precyzyjniejsze sterowanie. 
Lekka konstrukcja samolotu sprawiała, iż był on mało odporny na uszkodzenia odniesione w walce ("kruchy"), wymagał też delikatnego przyziemienia podczas lądowania (łatwe zniesienie podwozia). 
Główną zaletą jednopłatowych myśliwców Fokkera w walce powietrznej było posiadanie karabinów maszynowych, które dzięki synchronizatorowi umożliwiały strzelanie przez płaszczyznę śmigła. Żaden ówczesny samolot aliantów nie posiadał synchronizatora, dlatego uzbrojenie strzeleckie musiało być instalowane poza płaszczyzną śmigła, przeważnie na górnej powierzchni płata. Nieuport 11 posiadał jeden Hotchkiss kalibru 8 mm lub karabin maszynowy Lewis kalibru 7,7 mm, który był zasilany magazynkami o pojemności tylko 47 nabojów (później zwiększoną do 90), co wymagało bardzo częstej i uciążliwej ze względu na miejsce instalacji karabinu, wymiany. Później zaczęto stosować mocowanie broni na szynie Fostera, która umożliwiała ściągnięcie broni do kabiny, a także strzelanie do wyżej lecących samolotów pod kątem, a nawet pionowo.
Pierwsze myśliwce Nieuport 11 trafiły na front w styczniu 1916 roku w liczbie 90 egzemplarzy. Weszły one na uzbrojenie francuskiego Armée de l’air, brytyjskiego Royal Naval Air Service, oraz sił powietrznych Holandii, Belgii, Rosji i Włoch. Ponad 450 egzemplarzy wyprodukowano na licencji we Włoszech.
Kilka egzemplarzy Nieuportów 11 wyposażono w prymitywne wyrzutnie pocisków rakietowych Le Prieur zainstalowane na rozpórkach płatów, które służyły do niszczenia balonów obserwacyjnych przeciwnika.

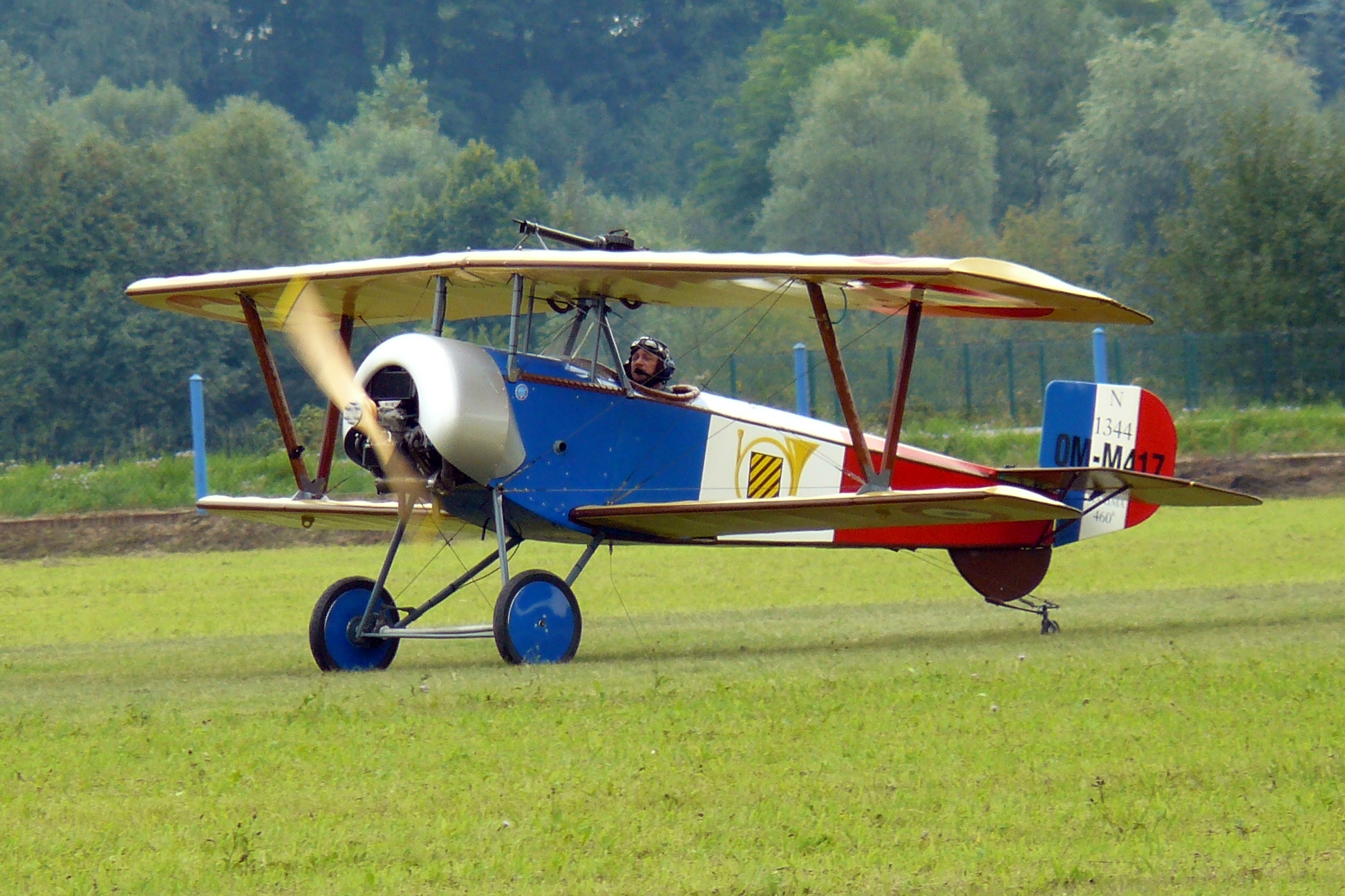
Replika samolotu Nieuport 11